# Booponus inexspectatus
Espèce
Booponus inexspectatus est une espèce de diptères de la famille des Calliphoridae. Au stade larvaire, c'est un parasite obligatoire et strictement spécifique à son hôte le Cerf porte-musc (Moschus moschiferus). Les larves se développent dans la peau, principalement du dos, causant des myiases furonculaires.
B. inexspectatus est présente dans la cordillère du Sikhote-Aline, en Sibérie où elle a été découverte.

## Description
Comme tous les diptères, Booponus inexspectatus suit un développement holométabole et présente quatre stades de développement : l'œuf, la larve (asticot), la nymphe (pupe) et l'imago (mouche adulte).

### Imago
Chez l'imago, le corps est principalement jaune-brun, mais sa plèvre est en partie grisâtre et le mésonotum présente des bandes sombres longitudinales mal définies. L'arista est faiblement pileuse des deux côtés. La bouche mesure environ les deux cinquièmes de la longueur de l'œil. La mouche mesure de 6 à 7 mm.

### Stade larvaire
Au deuxième intsar, la larve a une forme de massue et présente de fortes épines sur les segments III à VIII. Au troisième instar, elle présente des épines sur tous les segments et mesure de 9 à 10 mm.

### Identification
Morphologiquement, B inexspectatus est très proche de Booponus borealis. Au stade imago on peut s'appuyer sur les critères suivants pour les distinguer :
- un front moins large chez B. inexspectatus que chez B borealis ;
- la présence de 10 à 14 paires de soies parafrontales chez B. inexspectatus contre 7 à 10 paires chez B borealis.

Au stade larvaire, les deux espèces sont difficilement distinguables. 

## Biologie
Au stade larvaire, Booponus inexspectatus est un holoparasite exclusif du Cerf porte-musc (Moschus moschiferus). Les larves apparaissent au début de l'été et se développent pendant deux mois environ avant de tomber au sol de mi-août à mi-septembre et d'hiberner au stade pupal.
L'infestation au stade larvaire cause des myiases sous-cutannées dites « furonculaires ». L'infestation a lieu principalement au niveau du dos. Tous les cerfs porte-musc de la cordilière du Shikote Aline semblent infestés, à raison de 700 à 800 asticots en moyenne. Les cerfs sont alors affaiblis et plus vulnérables face aux prédateurs.

## Répartition
Booponus inexspectatus est endémique de la cordillère du Sikhote-Aline, mais a probablement une aire de répartition plus large.

## Systématique
Le nom valide complet (avec auteur) de ce taxon est Booponus inexspectatus (Grunin (d), 1947).
L'espèce a été initialement classée dans le genre Pavlovskiomyia sous le protonyme Pavlovskiomyia inexspectatus Grunin, 1947.
Booponus inexspectatus a pour synonyme :
- Pavlovskiomyia inexspectatus Grunin, 1947